# Териса (Висконсин)
Териса (енгл. Theresa) град је у америчкој савезној држави Висконсин.

## Демографија
По попису из 2010. године број становника је 1.262, што је 10 (0,8%) становника више него 2000. године.
| Група             | 2000.         | 2010.         |
| Белци             | 1.216 (97,1%) | 1.219 (96,6%) |
| Афроамериканци    | 1 (0,1%)      | 5 (0,4%)      |
| Азијати           | 1 (0,1%)      | 3 (0,2%)      |
| Хиспаноамериканци | 24 (1,9%)     | 22 (1,7%)     |
| Укупно            | 1.252         | 1.262         |